# 天鷹座49
天鷹座49，又名CD-2515905，HD 212271、SAO 191105、HR 8529，是天鷹座的一颗恒星，视星等为5.53，位于銀經28.53，銀緯-56.78，其B1900.0坐标为赤經22h 17m 56.5s，赤緯-25° -56.78′ 5″。